# Marijina cerkev, Esslingen am Neckar
Marijina cerkev (Frauenkirche) v Esslingenu je ena od cerkev jugozahodne nemške pozne gotike in ena najstarejših dvoranskih cerkev v Švabski.
Marijina cerkev je bila prva gotska cerkev v jugozahodni Nemčiji. Skoraj 200 let so potrebovali za njeno dokončanje. S sodelovanjem priznanih arhitektov in družin Ensinger in Böblinger je bila končana do leta 1516 in ima 72 m visok stolp. Omembe vredna sta zunanji plastični okras Poslednje sodbe in Marijinega življenja v timpanonu na južni strani. 

## Zgodovina
Esslingen je imel leta 1300 več cerkev in kapelic, ki so bile v lasti samostanov. Meščani svobodnega cesarskega mesta niso mogli zgraditi še ene cerkve. 
Mestni svet je 26. maja in 1. junija 1321 zahteval, da meščani sodelujejo pri gradnji Marijine cerkve. Triladijska stavba je torej mestna cerkev meščanov. Pravi razlog za gradnjo cerkve pa je bil, da je najstarejša cerkev v Esslingenu, Mestna cerkev svetega Dionizija, pripadla stolnemu kapitlju Speyer.
Dela so se začela leta 1325 s korom, hitro zatem je bil postavljen Marijin oltar.
Gradnja kora in vzhodnih dveh obokov z Marijinim portalom kot triladijska cerkev je trajala do leta 1330. Nato je bila gradnja prekinjena. Drugo fazo od tretjega oboka dalje so zgradili v letih 1340–1365.
Veličastne portalne skulpture je izdelal neznan mojster.
Od leta 1400 do 1440 je Ulrich von Ensingen nadaljeval gradnjo cerkve. Končal je ladjo in zgradil dva portala, pa tudi osnovo stolpov.
Od leta 1440 do 1505 je družina gradbenega mojstra Böblinger zgradila stolp z zvonikom, strešnega jezdeca, pa tudi strešno galerijo in streho.
Marijina cerkev je bila med letoma 1994 in 2016 deležna obsežne zunanje prenove. Vsi trije izvirni zvonovi iz let 1350, 1496 in 1587 so bili nadomeščeni in dopolnjeni s tremi drugimi iz 20. stoletja.

## Oprema
Srednjeveška stekla (vitraji) treh srednjih kornih oken so bila vgrajena okoli 1330. Prikazujejo prizore iz Kristusovega in Marijinega življenja in tudi življenja svetnikov in mučenikov.
Osrednje okno, ki se imenuje tudi Svetopisemsko okno, prikazuje na levem in desnem pasu prizore iz Stare zaveze, v srednjem pa prizore iz Nove zaveze.
V desnem oknu so stekla iz kapele Katharinenspital, ki je stala na današnjem Marktplatzu in se je podrla v 19. stoletju.
V cerkveni ladji so sodobna okna, ki jih je izdelal umetnik Hans Gottfried von Stockhausen v 20. stoletju: jugovzhodno okno je Pasijon, severovzhodno pa je Žensko okno.
Veličastne stropne poslikave v koru Marijine cerkve so okrašene z modro in zlato barvo in segajo v 19. stoletje. Sklepniki spominjajo na umetnost cistercijanov.
Prvotni gradbeni material za Marijino cerkev je bil lokalni peščenjak, ki je hitro preperel, še posebej v današnjem agresivnem zraku. Stalno so morali imeti na zalogi dele za zamenjavo. Včasih so uporabili Oberkirchnerjev peščenjak, apnenec in školjčni apnenec.